# Ammophila infesta
Ammophila infesta är en biart som beskrevs av Frederick Smith 1873.
Ammophila infesta ingår i släktet Ammophila och familjen grävsteklar. Inga underarter finns listade i Catalogue of Life.